# 模擬市民3：花樣年華
《模擬市民3：花樣年華》是電腦遊戲《模擬市民3》推出的第四部資料片。《模擬市民3》官方網站於2011年4月宣佈，於2011年5月31日推出。
在该游戏中，每个生命阶段都有一个主题。对于孩子们来说，想象力是主题。青少年的叛逆和混乱的场面，如双方父母外出度假和恶作剧是一个补充。作为一个青年人和成人，重点是人与人的关系；从结婚到有了自己的孩子。老年人可以享受自己时间回忆的黄金岁月，看着自己的孙子快乐成长。

## 外部連結
- 《模擬市民3：花樣年華》官方網站 （英文）